# Alice Verne-Bredt
Alice Verne-Bredt (Alice Barbara Wurm; * 9. August 1868 in Southampton; † 12. April 1958 in London) war eine englische Komponistin, Pianistin und Musikpädagogin.

## Leben
Verne-Bredt war eines von zehn Kindern der Musikpädagogen Johann Evangelist Wurm und Sophie Niggli. Gleich ihren Schwestern, Mary, Adela und Mathilde erhielt sie von ihren  Eltern eine Ausbildung als Musikerin. Sie hatte Violinunterricht bei ihrer Mutter und strebte eine Laufbahn als Sängerin an, verlor jedoch auf Grund einer Typhuserkrankung ihre Gesangsstimme. Sie nahm dann in London Klavierunterricht bei Marie Schumann, einer Tochter von Robert und Clara Schumann und begleitete dann ihre Schwestern auf Konzerttouren. 1909 eröffnete sie mit ihrer Schwester Mathilde die Mathilde Verne School of Pianoforte Playing in Kensington, wo sie den Unterricht der Kinder übernahm (später Childrens College of Music). Als Komponistin trat Verne-Bredt mit Klavierstücken und kammermusikalischen Werken hervor. Für ihre Phantasie for strings erhielt sie 1908 einen Preis der Worshipful Company of Musicians. Seit 1903 war sie mit dem Amateurmusiker William Bredt verheiratet.

## Werke
- Phantasie for strings
- Piano Quintet
- Piano Quartet, 1908
- Phantasie Trio, 1908
- Piano Trio No.2
- Piano Trio No.3
- Wiegenlied for violin and piano, 1911
- Cello Sonata
- Valse für Klavier, 1913
- Valse Miniature for two pianos, 1913
- Four easy inventions for young pianists, 1920
- An arrangement of Pavane: from King Henry VIII's Pavyn, 1924
- Adagio for strings, 1947
- Toy suite
- Mass